# Árkossy István
Árkossy István (Kolozsvár, 1943. március 13. –) magyar festőművész, grafikus, író, Á. Toszó Ilona férje.

## Életútja
1966-ban diplomázott a helyi Képzőművészeti Egyetem grafikai szakán, majd 1967-től húsz esztendőn keresztül a kolozsvári Utunk című irodalmi-művészeti hetilap grafikai szerkesztője volt. Az évek során folyamatosan jelentek meg rajzai a hazai lapokban és folyóiratokban; a világ- és a magyar irodalom jeles képviselői számára számos könyvborítót készített, sok kötetet illusztrált. Erdélyi sajtókiadványok arculatát formálta. 
1982-ben, szülővárosában megrendezett gyűjteményes kiállítása óta a festészet jelentős szerepet játszik munkásságában. 1987-ben családjával Budapestre költözött. Szabadfoglalkozású művész.

## Társasági tagság
- Magyar Művészeti Akadémia köztestületi tagja
- EMIL – Erdélyi Magyar Írók Ligája
- Magyar Alkotóművészek Országos Egyesülete
- Magyar Képzőművészek és Iparművészek Szövetsége
- Magyar Grafikusművészek Szövetsége
- Magyar Festők Társasága
- Magyar Írószövetség
- Barabás Miklós Céh

## Egyéni kiállítások
- 1972 – Bukarest, Petőfi Sándor Művelődési Ház
- 1972 – Kolozsvár, Művészeti Alap Galériája
- 1972 – Kolozsvár, Igazság Szerkesztőség Galériája
- 1974 – Kézdivásárhely, Városi Múzeum
- 1974 – Sepsiszentgyörgy, Városi Múzeum
- 1975 – Bukarest, Petőfi Sándor Művelődési Ház
- 1976 – Kolozsvár, Korunk Galéria
- 1977 – Szatmár, Művészeti Alap Galériája
- 1977 – Kolozsvár, Művészeti Alap Galériája
- 1982 – Kolozsvár, Képzőművészek Szövetségének Galériája
- 1982 – Szatmár, Művészeti Alap Galériája
- 1983 – Csíkszereda, Művelődési Ház Galériája
- 1983 – Szélkelyudvarhely, Művelődési Ház
- 1984 – Budapest, Fiatal Művészek Galériája
- 1988 – Budapest, Gutenberg Galéria
- 1988 – Debrecen, Medgyessy Terem
- 1989 – Budapest, Dürer Terem
- 1989 – Geretsried, Művelődési Ház
- 1989 – Stuttgart, Magyar Kultúra Háza
- 1989 – Frankfurt am Main
- 1992 – Stuttgart Asemwald, Művelődési Ház
- 1993 – Budapest, Csók Galéria
- 1993 – Budapest, Hotel Rubin Galéria
- 2003 – Kolozsvár, Korunk Galéria
- 2004 – Budapest, Vármegye Galéria
- 2006 – Augsburg, Ecke Galerie
- 2007 – Eger, Polgári Szalon Galériája
- 2009 – Budapest, San Marco Galéria
- 2010 – Leányfalu, Faluház Galéria
- 2010 – Stuttgart, Inter Art-Galerie
- 2011 – Budapest, Magyar Írószövetség Székháza
- 2013 – Kolozsvár, Művészeti Múzeum, Bánffy-palota
- 2013 – Budapest, E-Galéria
- 2014 – Prága, Prágai Magyar Intézet
- 2015 – Budapest, Józsefvárosi Galéria és Rendezvényközpont
- 2016 – Kolozsvár, Minerva Galéria
- 2016 – Budapest, Magyar Írószövetség Székháza

## Külföldi kiállítások
- 1968 – Titograd, Jugoszlávia
- 1978 – Barcelona, Spanyolország, Jóan Miró Nemzetközi Rajzverseny
- 1979 – Łódź, Lengyelország, Kisgrafikai Biennálé
- 1980 – Linz, Ausztria, Ex Libris Biennálé
- 1981 – Sint Niklaas, Belgium, Kisgrafikák
- 1982 – Athén, Görögország, Zampia Galéria
- 1983 – USA, Erdélyi művészek vándorkiállítása
- 1983 – Ljubljana, Jugoszlávia, Ex Libris kiállítás
- 1985 – Budapest, Magyar Urbanisztikai Társaság kiállítása
- 1986 – New York Passaic, USA, Kisgrafikák
- 1988 – Tampere, Finnország
- 1988 – Antwepen, Belgium, Grafikai kiállítás
- 1988 – Malbork, Lengyelország, Ex Libris Biennálé
- 1989 – Antwerpen, Hessenhuis, Belgium, „Magyar grafika“ c. kiállítás
- 1990 – Mönchengladbach, Németország, Ex Libris kiállítás
- 1991 – Krakkó, Lengyelország, Nemzetközi Grafikai Triennálé
- 1991 – Łódź, Lengyelország, Kisgrafikai Biennálé
- 1992 – München, Németország, Magyar Grafikusművészek kiállítása
- 1993 – Glinde, Németország, Grafikai kiállítás
- 1997 – Stockholm, Svédország, Magyar Ház
- 2007 – Nicosia, Ciprus, Magyarországi festők kiállítása
- 2011 – Bukarest, Románia, Magyar Kulturális Intézet, „Kolozsvári grafika 1960-1980” c. kiállítás
- 2011 – Kolozsvár, Románia, Quadro Galéria, „Kolozsvári grafika 1960-1980” c. kiállítás
- 2014 – Sepsiszentgyörgy, Románia, Erdélyi Művészeti Központ, „Felezőidő 2”, Erdélyi Magyar Művészet 1965-1975 c. kiállítás
- 2015 – Kolozsvár, Románia. Minerva Galéria, „Hazatérés” c. 500. Korunk kiállítás
- 2016 – Kolozsvár, Románia, Quadro Galéria, „Kolozsvár 1970” c. kiállítás. Képzőművészet a megyei tárlatok szemszögéből

## Csoportos kiállítások
- 1967-1987 között rendszeresen kiállított a Kolozs Megyei Tárlatokon, illetve a kolozsvári művészek bukaresti Országos Kiállításain.
- 1967 – Nagyszalonta, Arany János emlékkiállítás
- 1969 – Marosvásárhely, Petőfi Sándor emlékkiállítás
- 1972 – Kolozsvár, Országos Könyvgrafikai kiállítás
- 1973 – Bukarest, Országos Könyvgrafikai kiállítás
- 1973 – Kolozsvár, Országos Metszet kiállítás
- 1976 – Sepsiszentgyörgy, Ex Libris kiállítás
- 1976 – Bukarest, Ex Libris kiállítás
- 1976 – Kovászna, Csoportos grafikai kiállítás
- 1976 – Kézdivásárhely, Ex Libris kiállítás
- 1976 – Brassó, Ex Libris kiállítás
- 1977 – Kolozsvár, „A rézkarc” c. kiállítás
- 1977 – Kolozsvár, Korunk Galéria, Ady Endre emlékkiállítás
- 1977 – Szatmár, Ex Libris kiállítás
- 1978 – Kolozsvár, Korunk Galéria, „A portré” c. kiállítás
- 1978 – Kovászna, Nyári Tárlat
- 1978 – Kolozsvár, Korunk Galéria 100. kiállítása
- 1978 – Kézdivásárhely, Múzeum, Nyári Tárlat
- 1979 – Brassó, Kolozsvári művészek kiállítása
- 1980 – Temesvár, Kolozsvári művészek kiállítása
- 1980 – Sepsiszentgyörgy, Múzeum, „Az illusztráció” c. kiállítás
- 1982 – Kolozsvár, Korunk Galéria, Arany János emlékkiállítás
- 1983 – Kolozsvár, Korunk Galéria, Madách Imre emlékkiállítás
- 1986 – Kolozsvár, Művészeti Múzeum, Végzős növendékek emlékkiállítása (1966-1986)
- 1987 – XIV. Országos Grafikai Biennálé, Miskolc
- 1987 – Debrecen, Medgyessy terem, Csoportos kiállítás
- 1987 – Szombathely, Magángyűjtemények kiállítása
- 1988 – Budapest, Eötvös Kollégium, Ex Libris kiállítás
- 1988 – Budaörs, Jókai Ház, „Kisgrafika a magángyűjteményekben” c. kiállítás
- 1988 – Esztergom, Horizont Galéria
- 1988 – Budapest, Art Expo
- 1988 – Budapest, Békéscsaba, Erdélyi művészek kiállítása
- 1988 – Budapest, Hotel Astoria Galéria
- 1988 – IV. Országos Rajzbienálé, Salgótarján
- 1989 – XV. Országos Grafikai Biennálé, Miskolc
- 1990 – Budapest, Vigadó Galéria
- 1990 – Budapest, Műcsarnok, „A kép“ c. kiállítás
- 1990 – V. Országos Rajzbiennálé, Salgótarján
- 1991 – Budapest, Árkád Galéria
- 1991 – Tatabánya, Művelődési Központ
- 1991 – Budapest, Csontváry terem, „Grafikai Műtermek” c. kiállítás
- 1991 – Budapest, Árkád Galéria, „Erotika“ c. kiállítás
- 1991 – XVI. Országos Grafikai Biennálé, Miskolc
- 1992 – Újpesti Országos Kisgrafikai Biennálé, Újpest Galéria, Budapest
- 1992 – Budapest, Csók Galéria, „Grafikai műtermek” c. kiállítás
- 1992 – VI. Országos Rajzbiennálé, Salgótarján
- 1998 – IX. Országos Rajzbiennálé, Salgótarján
- 1999 – XXXI. Alföldi Tárlat, Békéscsaba, Munkácsy Mihály Múzeum
- 2000 – X. Országos Rajzbiennálé, Salgótarján
- 2000 – XX. Országos Grafikai Biennálé, Miskolc
- 2000 – IV. Országos Pasztell Biennálé, Esztergom
- 2000 – Budapest, Magyar Grafikáért Alapítvány kiállítása
- 2001 – Budapest, Budai Vár, „Kárpát Medencei Napok” c. kiállítás
- 2002 – Szombathely, Pittmann Gyűjtemény kiállítása
- 2002 – Budapest, Ernst Múzeum, „Felező idő” c. kiállítás
- 2002 – Újpesti Országos Kisgrafikai Biennálé, Újpest Galéria, Budapest
- 2002 – Országos Pasztell Biennálé, Esztergom
- 2002 – XI. Országos Rajzbiennálé, Salgótarján
- 2003 – XXXIII. Alföldi Tárlat, Békéscsaba, Munkácsy Mihály Múzeum
- 2004 – Újpesti Országos Kisgrafikai Biennálé, Újpest Galéria, Budapest
- 2004 – XII. Országos Rajzbiennálé, Salgótarján
- 2004 – Kolozsvár, Zsoboki Alkotótábor kiállítása
- 2005 – Homoródszentmárton, Homoródszentmártoni Alkotótábor kiállítása
- 2005 – Vaja, Vajai Alkotótábor kiállítása
- 2005 – Kolozsvár, Korunk Galéria, József Attila emlékkiállítás
- 2005 – XXXIV. Alföldi Tárlat, Békéscsaba, Munkácsy Mihály Múzeum
- 2005 – Budapest, Gellért Szálló Galéria
- 2006 – XXIII. Országos Grafikai Biennálé, Miskolc
- 2006 – XIII. Országos Rajzbiennálé, Salgótarján
- 2007 – Budapest, Vármegye Galéria, „Magyar művész, magyar művészet” c. kiállítás
- 2007 – Budapest, Duna Galéria, „Matricák” c. Nemzetközi Elektrográfiai Kiállítás
- 2008 – Kolozsvár, Művészeti Múzeum, Korunk kiállítás
- 2009 – Budapest, Vármegye Galéria, „Befogadó Transylvánia” c. kiállítás
- 2009 – Budapest, Csepel Galéria, a Magyar Festők Társaságának kiállítása
- 2010 – Budapest, Vármegye Galéria, „Itt és most" c. kiállítás
- 2010 – Budapest, KOGART Ház, Kortárs Művészeti Gyűjtemény kiállítása
- 2010 – I. Országos Rajztriennálé, Salgótarján
- 2013 – Sárvár, Arcis Galéria. A Magyar Festők Társaságának „Önarczképek" című kiállítása
- 2013 – Budapest, Fuga Galéria. A Magyar Festők Társaságának „Fragmentum" című országos kiállítása
- 2013 – Budapest, Mazart Galéria. A Magyar Festők Társaságának „Monokrómia" című országos kiállítása
- 2013 – II. Országos Rajztriennálé, Salgótarján
- 2014 – Szombathely, Szombathelyi Képtár. „Kép-tár-ház” című kortárs magyar képzőművészeti kiállítás
- 2014 – Budapest, Újpest Galéria. A Magyar Festők Társaságának „Friss üzenet 2” című kiállítása
- 2014 – Budapest, Mazart Galéria. A Magyar Festők Társaságának „Jel-Jelbeszéd” című országos kiállítása
- 2015 – Budapest, Várnegyed Galéria. „A Zsoboki Művésztelep két évtizede” című kiállítás
- 2015 – Budapest, Magyar Nemzeti Galéria. „Sors és jelkép” Erdélyi magyar képzőművészet 1920-1990 című kiállítás
- 2015 – Budapest, Műcsarnok. „Itt és most – Képzőművészet. Nemzeti Szalon 2015” című országos kiállítás
- 2015 – Salgótarján, Dornyay Béla Múzeum. 33. Salgótarjáni Tavaszi Tárlat
- 2015 – Budapest, Gaál Imre Galéria, Pesterzsébeti Múzeum. AKözlés Magyar Festők Társaságának „Kisvárosi anzix” című jubileumi tárlata
- 2015 – Győr, Rómer Flóris Művészeti és Történeti Múzeum. III. Nemzetközi Rajz- és Képgrafikai biennálé
- 2016 – Szeged, XVI. Táblaképfestészeti Biennálé, REÖK-palota
- 2016 – III. Országos Rajztriennálé, Salgótarján, Dornyay Béla Múzeum

## Munkák közgyűjteményekben
- Nagyszalonta, Arany János Múzeum
- Segesvár, Petőfi Sándor Múzeum
- Kézdivásárhelyi Városi Múzeum
- Székely Nemzeti Múzeum, Sepsiszentgyörgy
- Székelyudvarhelyi Városi Múzeum
- Szatmári Városi Múzeum
- Gyergyószárhegyi gyűjtemény
- Kolozsvári Művészeti Múzeum
- Budapest, Petőfi Irodalmi Múzeum
- Budapest, Iparművészeti Múzeum
- Budapest, KOGART Kortárs Művészeti Gyűjtemény
- Budapest, Magyar Nemzeti Galéria

## Közlés
- Árkossy István: Csendélet Picasso-kellékekkel (Igazság, 1981. XI. 22, Kolozsvár)
- Árkossy István: Meg nem festett kép (Utunk, 1984. IV. 27, Kolozsvár)
- Árkossy István: Abszolutunk (Utunk, 1981. I. 2, Kolozsvár)
- Árkossy István: Láttatni a láthatatlant. /Szürrealista visszatükröződés/ (Profiterol, 2006/8, Budapest)
- Árkossy István – Bágyoni Szabó István: Világ árnya, világ fénye. Beszélgetőkönyv (Részletek, Korunk, 2008/6, Kolozsvár)
- Árkossy István – Bágyoni Szabó István: Világ árnya, világ fénye. Beszélgetőkönyv (Részletek, Hitel, 2008/9, Budapest)
- Árkossy István – Bágyoni Szabó István: Világ árnya, világ fénye. Beszélgetőkönyv (Részletek, Művelődés, 2008/10, Kolozsvár)
- Árkossy István – Bágyoni Szabó István: Világ árnya, világ fénye. Beszélgetőkönyv (Részletek, Kortárs, 2009/3, Budapest)
- Árkossy István – Bágyoni Szabó István: Világ árnya, világ fénye. Beszélgetőkönyv (Részletek, PoLíSz, 2009/március, Budapest)
- Árkossy István: Alex (Óhegy-hírek, 2009/február, Budapest)
- Árkossy István: Én, már csak a hársaknak hiszek… (Óhegy-hírek, 2009/május, Budapest)
- Árkossy István – Bágyoni Szabó István: Világ árnya, világ fénye. Beszélgetőkönyv (Részletek, Magiszter, 2009/2, Csíkszereda)
- Árkossy István – Bágyoni Szabó István: Világ árnya, világ fénye. Beszélgetőkönyv (Részletek, Dunatükör, 2009/3-4, Budapest)
- Árkossy István: Iksz Ipszilon Vasárnapja (Óhegy-hírek, 2009/június, Budapest)
- Árkossy István: Pokoli hangzavar (Óhegy-hírek, 2009/július, Budapest)
- Árkossy István: Ahol a szenvedés – csaknem öröm (Óhegy-hírek, 2009/szeptember, Budapest)
- Árkossy István: Könyörgés (Óhegy-hírek, 2009/október, Budapest)
- Árkossy István: Testvérhegy, 2309. November (Óhegy-hírek, 2009/november, Budapest)
- Árkossy István: Karácsony, fekete fehérben (Óhegy-hírek, 2009/december, Budapest)
- Árkossy István: Farkas utcai csendes ballagás (Művelődés, 2009/10, Kolozsvár)
- Árkossy István – Bágyoni Szabó István: Világ árnya, világ fénye. Beszélgetőkönyv (Kriterion könyvkiadó, 2009, Kolozsvár)
- Árkossy István: In memoriam Tóth László (Szabadság, 2009/december 28, Kolozsvár)
- Árkossy István: Karácsony, fekete fehérben (Szabadság, 2009/december 29, Kolozsvár)
- Árkossy István – Bágyoni Szabó István: Világ árnya, világ fénye. Beszélgetőkönyv. (Részletek, Magiszter, 2009, 3/4, Csíkszereda)
- Árkossy István: Kisvárosom arcai (Szabadság, 2010/január 18, Kolozsvár)
- Árkossy István: Botticellitől Tizianóig (Szabadság, 2010/január 23, Kolozsvár)
- Árkossy István: Kisvárosom arcai (Óhegy-hírek, 2010/február, Budapest)
- Árkossy István: Kilencvenöt hársfalevél (Művelődés, 2010/2, Kolozsvár)
- Árkossy István: Botticellitől Tizianóig (Óhegy-hírek, 2010/március, Budapest)
- Árkossy István: Pokoli hangzavar (Szabadság, 2010/március 6, Kolozsvár)
- Árkossy István – Bágyoni Szabó István: Világ árnya, világ fénye. Beszélgetőkönyv (Részletek, Látó, 2010/március, Marosvásárhely)
- Árkossy István: Tavaszváró (Szabadság, 2010/március 16, Kolozsvár)
- Árkossy István: Szünetjel (Szabadság, 2010/március 23, Kolozsvár)
- Árkossy István: Farkas utcai csendes ballagás (Misztótfalusi Kis Miklós Sajtóközpont, 2010. Kolozsvár)
- Árkossy István: Ballagó virágszálak (Óhegy-hírek, 2010/május, Budapest)
- Árkossy István: Képpel, szóval (Szabadság, 2010. V. 4, Kolozsvár)
- Árkossy István – Bágyoni Szabó István: Világ árnya, világ fénye. Beszélgetőkönyv. (Részletek, Szabadság, 2010. V.5, Kolozsvár)
- Árkossy István: Állatok kertje (Óhegy-hírek, 2010/június, Budapest)
- Árkossy István: Ezüsterdő (Szabadság, 2010. X. 23, Kolozsvár)
- Árkossy István: Sziszüphosz (Szabadság, 2010. XI. 6, Kolozsvár)
- Árkossy István: Szélmalom és lapátfülek (Szabadság, 2011. I. 5, Kolozsvár)
- Árkossy István: Végtelen (Szabadság, 2011. I. 8, Kolozsvár)
- Árkossy István: Sarkcsillag, papír bársonyán. /Sorok hóhullásban a nyolcvan éves Feszt László művészetéről/. (Szabadság, 2011. I 12, Kolozsvár)
- Árkossy István: Égi kikötő (Szabadság, 2011. I. 15, Kolozsvár)
- Árkossy István: „A téma a lábunk előtt hever” (Óhegy-hírek, 2011/február, Budapest)
- Árkossy István: Mesélő képek (Szabadság, 2011. II. 5, Kolozsvár)
- Árkossy István: Lépcsők (Szabadság, 2011. II. 19, Kolozsvár)
- Árkossy István: Macskanyelven (Óhegy-hírek, 2011/március, Budapest)
- Árkossy István: Kapu az égre (Szabadság, 2011. III. 12, Kolozsvár)
- Árkossy István: Az „Örök város” (Szabadság, 2011, III. 19, Kolozsvár)
- Árkossy István: Magány (Szabadság, 2011, IV. 2, Kolozsvár)
- Árkossy István: Négyesben, vonalak játékasztalánál (Hitel, 2011/8, Budapest)
- Árkossy István: Örökmozgó képek, gesztenyevirágzásban (Szabadság, 2011/VIII 16, Kolozsvár)
- Árkossy István: Négyesben, vonalak játékasztalánál (Könyvművészet Erdélyben 1919-2011, Komp-Press Könyvkiadó, 2011, Kolozsvár)
- Árkossy István: A sámán köztünk van (Könyvművészet Erdélyben 1919-2011, Komp-Press Könyvkiadó, 2011, Kolozsvár)
- Árkossy István: Örökmozgó képek, gesztenyevirágzásban (Könyvművészet Erdélyben 1919-2011, Komp-Press Könyvkiadó, 2011, Kolozsvár)
- Árkossy István: Óriáskörkép, viharvert keretben (Hitel, 2012/2, Budapest)
- Árkossy István: Örökmozgó képek, gesztenyevirágzásban (Erdélyi Művészet, 2012/1, Székelyudvarhely)
- Árkossy István: Vasari, 1550 (Magyar Napló, 2012/június, Budapest)
- Árkossy István: Rajzolt levél a nyolcvanéves Banner Zoltánnak (Szabadság, 2012/VII. 7, Kolozsvár)
- Árkossy István: Rajzolt levél a nyolcvanéves Banner Zoltánnak (Erdélyi Művészet, 2012/3, Székelyudvarhely)
- Árkossy István: Könyvbe zárt sírkert (Magyar Napló, 2012/november, Budapest)
- Árkossy István: Toszkána koronája (Magyar Napló, 2012/december, Budapest)
- Árkossy István: Könyvbe zárt sírkert (Szabadság, 2013/I. 9, Kolozsvár)
- Árkossy István: Tűzről és vízről /Caravaggio és Canaletto művészetéről/ (Magyar Napló, 2014/szeptember, Budapest)
- Árkossy István: Jelenetek egy emberkertből. /Könyvszemle/ (Magyar Napló, 2014/október, Budapest)
- Árkossy István: Tűzről és vízről /Caravaggio és Canaletto művészetéről/ (Szabadság, 2.21 és XII.10, Kolozsvár)
- Árkossy István: Homályon az aranyfény átdereng. /Tollvonások a Rembrandt és kortársai kiállítás margójára/ (Magyar Napló, 2015/április, Budapest)
- Árkossy István: Ars sacra. /Sugalmak KisléSajtóghi Nagy Ádám képi világa előtt/ (Hitel, 2015/7, Budapest)
- Árkossy István: Homályon az aranyfény átdereng /Tollvonások a Rembrandt és kortársai kiállítás margójára/ (Szabadság, 2015. VIII. 7,11,15, Kolozsvár)
- Árkossy István: Képek és háttérképek /A Magyar Nemzeti Galéria Erdélyi kiállításáról/ (Magyar Napló, 2016/január, Budapest)
- Árkossy István: Képek és háttérképek /A Magyar Nemzeti Galéria Erdélyi kiállításáról/ (Szabadság, 2016. II. 3, 10, 12, 17, 24, Kolozsvár)
- Árkossy István: Vitorla vagy (Magyar Napló, 2016/ november, Budapest)
- Árkossy István: Szalai József művészetéről (Kapu, 2016/ 11-12. szám, Budapest)
- Árkossy István: Kancsura 111 rajz (Szabadság, 2016. XII. 28, Kolozsvár)
- Árkossy István: Őszidőn (Kapu, 2018/2. szám, Budapest)
- Árkossy István – Mirtse Zsuzsa interjúja: Az emlékezés terített asztalai (Olvasat, a Magyar Írószövetség online folyóirata, 2018. március 30, Budapest)
- Árkossy István: Az álom bronzból van /Rozsnyay Béla szobrászatáról/ (Magyar Napló, 2018/április, Budapest)

## Film
- Duna Televízió: Szálló idő. Portréfilm Árkossy István festőművészről. (2004) Szerkesztő-rendező: Szegezdy János
- Hír Televízió: Szülőföld a műteremben (Beszélgetés, 2007. VII. 18)
- Duna Televízió: A „Világ árnya, világ fénye” című kötetről. (2010. VIII. 12)
- Duna Televízió: A „Képírás” című kötetről. (2010. X. 12)
- Óbuda Televízió: „Kulturkör" (Beszélgetés, 2011. I. 25)

## Sajtó
- Mircea Toca: Három kiállítás (Tribuna, 1973. I. 11, Kolozsvár)
- (–): Vendégünk, Árkossy István (Igazság, 1973. VI. 7, Kolozsvár)
- Adrian Arion: Aquaforte (Faclia, 1973. VI. 13, Kolozsvár)
- Kántor Lajos: Tér-problémák (Igazság, 1974. II. 9, Kolozsvár)
- Banner Zoltán: A grafikusművész (Megyei Tükör, 1974. IV. 28, Sepsiszentgyörgy)
- Kántor Lajos: Rajzoljunk szimbólumot (Utunk, 1976. X. 22, Kolozsvár)
- Veress Zoltán: Árkossy István rajza (Igazság, 1976. XI. 17, Kolozsvár)
- Lászlóffy Aladár: A keresztre feszített lovag. Árkossy Istvánnak (Vers, 1976)
- Krilek Sándor: Árkossy István kiállítása (Szatmári Hírlap, 1977. VI. 12)
- Soltész József: Árkossy István rajzai és rézkarcai (Utunk, 1977. VII. 1, Kolozsvár)
- Bálint Tibor: Dosztojevszkij látomásai (Utunk, 1977. VII. 5, Kolozsvár)
- M. J. : Szeptemberi kiállítások. (Igazság, 1977. IX. 28, Kolozsvár)
- Romániai Magyar Irodalmi Lexikon (Kriterion Könyvkiadó, 1981, Bukarest)
- Murádin Jenő: Műtermek, művek, alkotók. Árkossy István (Igazság, 1981.VI. 17, Kolozsvár)
- Bágyoni Szabó István: A Zöld bolygó és környéke. Árkossy István műhelyében (Versek, Korunk, 1982/2, Kolozsvár)
- Lászlóffy Aladár: Látomás nem létező szemre (Utunk, 1982. V. 28, Kolozsvár)
- Vasile Radu: A rajz esélyei (Steaua, 1982/7, Kolozsvár)
- Banner Zoltán: Műterem az űrhajóban (A Hét, 1982. VIII. 27, Bukarest)
- Páll Árpád: Árkossy István színei (Új Élet, 1982/14, Marosvásárhely)
- Kádár János: A tél lova. Á. I. Festményére (Vers, Utunk, 1982 X. 1, Kolozsvár)
- Ágopcsa Marianna: Vizuális bolyongások a világegyetemben (Szatmári Hírlap, 1982. X. 31)
- Sike Lajos: Ismét Szatmáron (Előre, 1982. XI. 11, Bukarest)
- Fodor Sándor: Őszi tárlat Kolozsváron (Utunk, 1982. XI. 19, Kolozsvár)
- Gábor Dénes: Grafika és festészet szimbiózisa (Művelődés, 1983/1, Bukarest)
- Márton Árpád: Árkossy István kiállítása (Hargita, 1983. III. 27, Csíkszereda)
- Mózes Attila: Gyermekversek – tizennyolc éven felülieknek (Utunk, 1983. IX. 2, Kolozsvár)
- Szőcs István: Nagy diófa nélkül (Előre, 1983. IX. 8, Bukarest)
- Chikán Bálint: Árkossy István grafikái (Új Tükör, 1984/12, Budapest)
- Marosi Péter: Margó (Utunk, 1985. II. 22, Kolozsvár)
- Lászlóffy Aladár: Szóval, képről. Árkossy István műtermében (Igaz Szó, 1986/2, Marosvásárhely)
- B. E. : Árkossy István kepi világa (Alföld, 1987/4, Debrecen)
- Páskándi Géza: A még azonosítható. Árkossy István grafikáiról (Kortárs, 1987/10, Budapest)
- Losonci Miklós: Jel és gesztus. Árkossy István és Birkás Ákos festményei (Vasárnapi Hírek, 1988. VI. 19, Budapest)
- Horváth Hilda: Furcsa menet. Árkossy István grafikái (Művészet, 1988/8, Budapest)
- Páskándi Géza: Örök amortizáció. Árkossy István kiállítása a Dürer Teremben (Művészet, 1989/4, Budapest)
- Banner Zoltán: Erdélyi Magyar Művészet a XX. Században. Képzőművészeti kiadó, 1990, Budapest)
- M. T. : Árkossy István (Magyar Hírlap, 1990. VIII. 4, Budapest)
- Révay Új Lexikona (Babits kiadó, 1999, Budapest)
- Kortárs Magyar Művészeti Lexikon – 1 (Enciklopédia kiadó, 1999, Budapest)
- Bágyoni Szabó István: Árkossy István egyik Ady vers-illusztrációjára (Helikon, 1999/17, Kolozsvár)
- Kenéz Ferenc: A címerzöld mező. Árkossy Istvánnak (Vers,”Hollywoodi temető”, Zrínyi Kiadó, 1999, Budapest)
- Vécsi Nagy Zoltán: Felezőidő. Romániai Magyar Művészet 1965-75. Ernst Múzeum kiadása, 2002)
- Nagy Miklós Kund: Műterem. Álomvilág a Testvérhegyen (Impress kiadó, 2003, Marosvásárhely)
- (–) : Árkossy István hatvanéves (Szabadság, 2003. XII. 4, Kolozsvár)
- F. L. : Árkossy tárlat a Korunk Galériában (Szabadság, 2003. XII. 6, Kolozsvár)
- Metz Katalin: Harmóniák, színes látomások (Magyar Nemzet, 2004. I. 3, Budapest)
- Lászlóffy Aladár: A látható s a láthatatlan (Korunk, 2004/2, Kolozsvár)
- P. Szabó Ernő: A hűség és hazatalálás képei. Árkossy István kiállítása a Vármegye Galériában (Magyar Nemzet, 2004. X. 21, Budapest)
- Wagner István: Árkossy István tárlatán a Vármegye Galériában (Magyar Hírlap (A Pont), 2004. X. 29, Budapest)
- P. Sz. E. : Árkossy István költői képei (Magyar Nemzet, 2004. X. 19, Budapest)
- Who is Who Magyarországon (Hübners, 2005, Svájc)
- Nagy Miklós Kund: Beszélgetés Árkossy István festőművésszel (Múzsa, 2005. I. 15, Marosvásárhely)
- Sümegi György: Kolozsvári Márton és György szobrának néhány képzőművészeti ábrázolásáról (Korunk, 2006/10, Kolozsvár)
- (sych): Fantastereien. Istvan Árkossy in der „Ecke” (Augsburger Allgemeine, 2006 XI, Augsburg)
- Bágyoni Szabó István: A kolozsvári Farkas utcát ott kell újraépítenünk, ahol épp vagyunk. Műhelylátogatóban Árkossy István festőművésznél (Hitel, 2007/4, Budapest)
- Aniszi Kálmán: Töprengések Árkossy István festőművész képei előtt (Kapu, 2007/4, Budapest)
- Aniszi Kálmán: Gondolatok Árkossy István képei előtt (Nyugati Magyarság, 2007/9, Toronto-Budapest)
- Banner Zoltán: Árkossy István koordinátái (Art-Press 2007/11-12, Budapest)
- Király László: Árkossy István költő képeihez (Székelyföld, 2009/1, Csíkszereda)
- Feledy Balázs: Mestermunkák (Demokrata, 2009. február 25, Budapest)
- Szendi Horváth Éva: Vonzások és változások (Diplomata, 2009/május, Budapest)
- Bágyoni Szabó István: A kolozsvári Farkas utcát ott kell újraépítenünk, ahol épp vagyunk. Műhelylátogatóban Árkossy István festőművésznél (Erdélyi Művészet, 2009/1, Székelyudvarhely)
- Zalán Tibor: A beszélgetőkönyv drámája (Világ árnya, világ fénye, Előszó, Kriterion Könyvkiadó, 2009, Kolozsvár)
- Bágyoni Szabó István: Az idő festett orcái. (Esszék, Beszélgetések, Jegyzetek) Műhelylátogatóban Árkossy István festőművésznél (Magyar Napló kiadás, Budapest, 2010)
- Hegedűs Imre János: Párhuzamos életrajzok (Hitel, 2010/3, Budapest)
- Aniszi Kálmán: Két erdélyi beszélgetése (Kapu, 2010/ május, Budapest)
- Köllő Katalin: Beszélgetőkönyv Kolozsvárról… (Szabadság, 2010. V. 8, Kolozsvár)
- Molnár Judit: Szó-képekben – kép-szavakkal (Krónika, 2010. V. 14, Kolozsvár)
- Cseke Gábor: Elbeszélgetett életek (Új Magyar Szó, 2010. V. 18, Bukarest)
- Dr. Szász István: Világ árnya, világ fénye (Szabadság, 2010. VIII. 23, Kolozsvár)
- Dr. Szász István: Világ árnya, világ fénye (Művelődés, 2010/9, Kolozsvár)
- P. Szabó Ernő: Képek és írások a csend ösvényein (A Képírás c. kötetről. Magyar Nemzet, 2010. X. 28, Budapest)
- Urbán Péter: Mint a hagyma levelei (A Világ árnya, világ fénye c. kötetről. Magyar Napló, 2010/november, Budapest)
- Verók Attila: A lényeget keresd! Mindenben a lényeget! (A Világ árnya, világ fénye c. kötetről. Agria, 2010/ IV évfolyam 4. szám, Eger)
- Hegedűs Imre János: a fény megérkezett (Magyar Napló, 2011/március, Budapest)
- Aniszi Kálmán: A csend ösvényein (Kapu, 2011/ február, Budapest)
- Medveczky Attila: Megtalált vonalak a csend ösvényein. (Magyar Fórum, 2011/28, Budapest)
- Keszeg Vilmos: Az újrateremtett szülőföld (Látó, 2011/október, Marosvásárhely)
- Aniszi Kálmán: Az Idő időtlensége (Kapu, 2012/ március, Budapest)
- Szakolczay Lajos: Szivárványos az ég alja (Az erdélyi magyar könyvművészetről). (Magyar Napló, 2012/ június, Budapest)
- Hegedűs Imre János: Háttal a jövőnek (Banner Zoltán: Árkossy István című monográfiájáról). (Magyar Napló, 2012/ június, Budapest)
- Mirtse Zsuzsa: Elveszett és megtalált harmónia (Macskamánia, 2012/5, Budapest)
- Bágyoni Szabó István: Fóliák közé préselt életeink... (Hitel, 2012/október, Budapest)
- Hegedűs Imre János: Háttal a jövőnek (Banner Zoltán: Árkossy István című monográfiájáról). (Erdélyi Művészet, 2012/3, Székelyudvarhely)
- Dr. Józsa István: Minden kép önmagát hozza létre. Beszélgetés Árkossy István képzőművésszel. (Krónika, 2013.III. 1, Kolozsvár)
- Köllő Kata: Hazatérő képek. Interjú Árkossy István képzőművésszel. (Szabadság, 2013. III. 2, Kolozsvár)
- Ferencz Zsolt: Árkossy István születésnapi kiállítása a Bánffy-palotában. (Szabadság, 2013. III. 9, Kolozsvár)
- Kiss Előd-Gergely: A honvágy vitorlásai. (Krónika, 2013. III. 11, Kolozsvár)
- Kiss Előd-Gergely: A honvágy vitorlásai. (Szabadság, 2013. III. 12, Kolozsvár)
- Hegedűs Imre János: Otthon és itthon. Árkossy István kolozsvári kiállításáról. (Magyar Fórum, 2013. VI. 6, Budapest)
- Kopacz Ildikó: Művek, arcok, életek. Árkossy István kiállítása az E-Galériában. (Magyar Fórum havilap, 2013. XXI. évfolyam 6. szám, június, Budapest)
- Aniszi Kálmán: Erdély szellemi sugárútján. Beszélgetés Árkossy István festő- és grafikusművésszel. (Kapu, 2013/ július, Budapest)
- Hegedűs Imre János: Örök reneszánsz. Árkossy István kiállításáról az E-Galériában. (Új Művészet, 2013/augusztus, Budapest)
- Banner Zoltán: A képtelenség képírója. Árkossy István kiállítása a kolozsvári Bápalotában. (Magyar Napló, 2013/ szeptember, Budapest)
- Szakolczay Lajos: Reneszánsz és barokk festők arcképcsarnoka. Árkossy István kiállítása a budapesti E-Galériában. (Magyar Napló, 2013/ szeptember, Budapest)
- Szakolczay Lajos: Az időutazás mint boldogságélmény. (Magyar Napló, 2015/június, Budapest)
- Barta Boglárka: Harmonikus évszázadok (Magyar Demokrata, 2015. június 17, Budapest)
- Aniszi Kálmán: Nagymesterek.(Kapu, 2015/ szeptember, Budapest)
- Szakolczay Lajos: Árkossy István Nagymesterek című képsorozatáról. (Erdélyi Művészet, 2015/2, Székelyudvarhely)
- Kántor Lajos: Pokoljárás /Festõileg/. (Korunk, 2015/ november, Kolozsvár)
- Feledy Balázs: A vonal apoteózisa /Árkossy István képzőművészről/ (Hitel, 2016/2, Budapest)
- Ferencz Zsolt: „Mintha beköltöztek volna a műtermembe”. (Szabadság, 2016. IV. 28, Kolozsvár)
- Banner Zoltán: Árkossy István Nagymesterek című kiállításáról. (Szabadság, 2016. IV. 29, Kolozsvár)
- Németh Júlia: Barangolás a reneszánsz és barokk panteonjában. (Szabadság, 2016. V. 3, Kolozsvár)
- Takács Erzsébet: A kocka el van vetve. (Kultura.hu, 2016.05.25, Budapest)
- Portik Blénessy Ágota: Művészettörténeti időutazás. (Helikon, 2016. V. 25, Kolozsvár)
- Tóth Gábor: Reneszánsz és barokk festőgéniuszok egy kötetben. (Magyar Napló, 2016/ június, Budapest)
- Hegedűs Imre János: Kortársunk, Árkossy István. (Magyar Napló, 2016/ július, Budapest)
- Bartha-Kovács Katalin: Árnyképek nyomában / Árkossy István Nagymesterek című kötetéről/. (Tiszatáj, 2017. január, Szeged)

## Kötetei
- Árkossy István – Bágyoni Szabó István: Világ árnya, világ fénye. Beszélgetőkönyv. (Kriterion Könyvkiadó, 2009, Kolozsvár)
- Árkossy Zsolt – Árkossy István: KÉPÍRÁS /A csend ösvényein/ (Magyar Napló Kiadó, 2010, Budapest)
- Banner Zoltán: Árkossy István (Mentor Könyvkiadó, 2011, Marosvásárhely)
- Nagymesterek Reneszánsz és barokk festőművészek arcképcsarnoka (Magyar Napló Kiadó, Írott Szó alapítvány, 2015, Budapest)
- Ablak az égre. Ozsvári Csaba ötvösművészete (Magyar Napló Kiadó, Írott Szó Alapítvány, 2017, Budapest)
- A Nautilus fénye. Rozsnyay Béla szobrászata; Fokusz Egyesület, Budapest, 2019
- A lélegző vonal. Művészeti írások; Magyar Napló, Budapest, 2021 (Rádiusz könyvek)

## Elismerések
- Lodz, Lengyelország, Nemzetközi Kisgrafikai Kiállítás, Diploma (1979)
- XII., XIII. Nemzetközi Ex Libris Biennálé, Malbork, Lengyelország, Emlékérem (1988, 1990)
- Szép Magyar Könyv – 2013, Budapest, Oklevél
- A Magyar Érdemrend lovagkeresztje (2018)
- Erdélyi Magyar Közművelődési Egyesület – Szolnay Sándor-díj (2018)
- Kriterion Alapítvány – Kriterion-koszorú (2022)[2]
- Munkácsy Mihály-díj (2023)
- Szervátiusz Jenő-díj (2023)

## Vélemények
„…Árkossy István a kolozsvári grafikai iskola egyik legsokoldalúbb egyénisége, valamennyi műfaj és eljárás (rajz, fametszet, monotípia, rézkarc, kollográfia, illusztráció, ex libris, plakát, műsorfüzet, folyóirat-arculat és természetesen táblakép-grafika) birtokbavétele után és közben rendezte be művészi képzeletének műhelyét. Majd grafikai tevékenysége egyre inkább megszínesedik és 1982-ben már festészeti kiállítással lép a nyilvánosság elé. Grafikai kompozíciókban kiérlelt motívumok, jelek, utalások asszociatív rendszere festményeiben a nagy művészeti korok, a reneszánsz és a barokk mestereinek az érzékletes, megelevenítő tárgy- és látványhűségébe ágyazva újul meg, minősül át romantikus- szürrealista látomásokká. S e fantasztikus látomások, helyszínek egyszerre konkrét és sejtelmes voltának, sajátos kettősségének a hatását felfokozza az a festőgrafikai eljárás, amelynek eredményeképpen manapság ritkán tapasztalható, fölényes rajztudása már a felület lakkozása előtt a végtelen árnyalatokban felragyogó színek belülről fakadó sugárzásaként érvényesül…” (Banner Zoltán
művészettörténész)
„…Árkossy egész szemléletével a maga értékrendjének, kora szellemiségének humánumának hű krónikása, érzékeny felmérője és felmutatója. Látásmódjának legmegfelelőbb rokonítása a költői képpel eshet, annak lebegő szabadságaival él, s így elmélyült szemlélője számára még mutatja, őrizgeti is azt az eltűnődő, álmodozó rácsodálkozást a világ dolgaira, a létezés és pusztulás lehetséges látványaira, ami az álmodozókra, a »költőkre« mindenkor olyan jótékonyan jellemző…” (Lászlóffy Aladár Kossuth-díjas költő)
„…Árkossy világteremtő művész, a valóságos élmények mélyen elraktározódnak benne, és alkotás közben minden újraértelmeződik, egy újfajta szintézisbe, újfajta kapcsolatrendszerbe ágyazódik. A művész megteremti saját belső világát. Egy teljes, újragondolt, mélyen elvont univerzum tárul fel képein, rajzain és rézkarcain egyaránt; a kozmikus szemlélet az univerzális érdeklődésből fakadó élménykomplexummal társul…” (Horváth Hilda művészettörténész)